# フリッツ・テクトマイヤー
フリッツ・テクトマイヤー(ドイツ語: Fritz Tegtmeier、1917年7月30日 - 1999年4月8日)は、ドイツの軍人。最終階級は空軍中尉。第二次世界大戦では総撃墜数146機を記録したエース・パイロットであり、その戦功から騎士鉄十字章を受章した。

## 経歴
1940年10月、テクトマイヤーは第54戦闘航空団第2飛行中隊に配属された。しかし配属されて早々の11月17日、エンジン火災によって搭乗機が墜落し彼は重傷を負った。彼が中隊へ復帰したのは翌年の春の事である。
1941年6月22日、バルバロッサ作戦が発動されると、テクトマイヤーはその日に初戦果を上げた。その後彼の撃墜数は7機に達したが、9月10日に搭乗機がメッサーシュミット Bf110と空中衝突を起こし、パラシュートで脱出はしたものの再び重傷を負った。1942年4月、戦線に復帰した彼は、第54戦闘航空団第1飛行中隊へ配属された。1942年末までに彼の撃墜数は29機に達している。1943年1月23日には37機、5月3日には総撃墜数が53機に達するなど、着々と記録を伸ばした。その後、東部予備戦闘飛行隊の飛行教官を経て9月に戦線復帰。第54戦闘航空団第3飛行中隊へ配属された。
1943年11月には総撃墜数75機を記録。そして1944年3月28日、99機撃墜を称えて騎士鉄十字章が贈られた。4月20日に少尉へ昇進し、5月3日に総撃墜数が100機を突破した。100機撃墜を記録したドイツ空軍パイロットとしては71人目のことである。10月には第3飛行中隊の中隊長に就任した。1944年末までに、彼の撃墜数は139機に達した。
1945年3月、テクトマイヤーはジェット戦闘機であるメッサーシュミット Me262の飛行訓練のため、第7戦闘航空団へ異動したが、その時点で彼の撃墜数は146機であった。彼は柏葉付騎士鉄十字章の推薦もされていたが、終戦により叶うことはなかった。

## 叙勲
- 鉄十字章
  - 二級鉄十字勲章1939年章
  - 一級鉄十字勲章1939年章
- 空軍名誉杯 (1942年10月5日)[6]
- ドイツ十字章
  - ドイツ十字章金章 (1943年1月23日)[7]
- 騎士鉄十字章
  - 騎士鉄十字章 (1944年3月28日)[8]